# Portale dell'abbazia di Leno

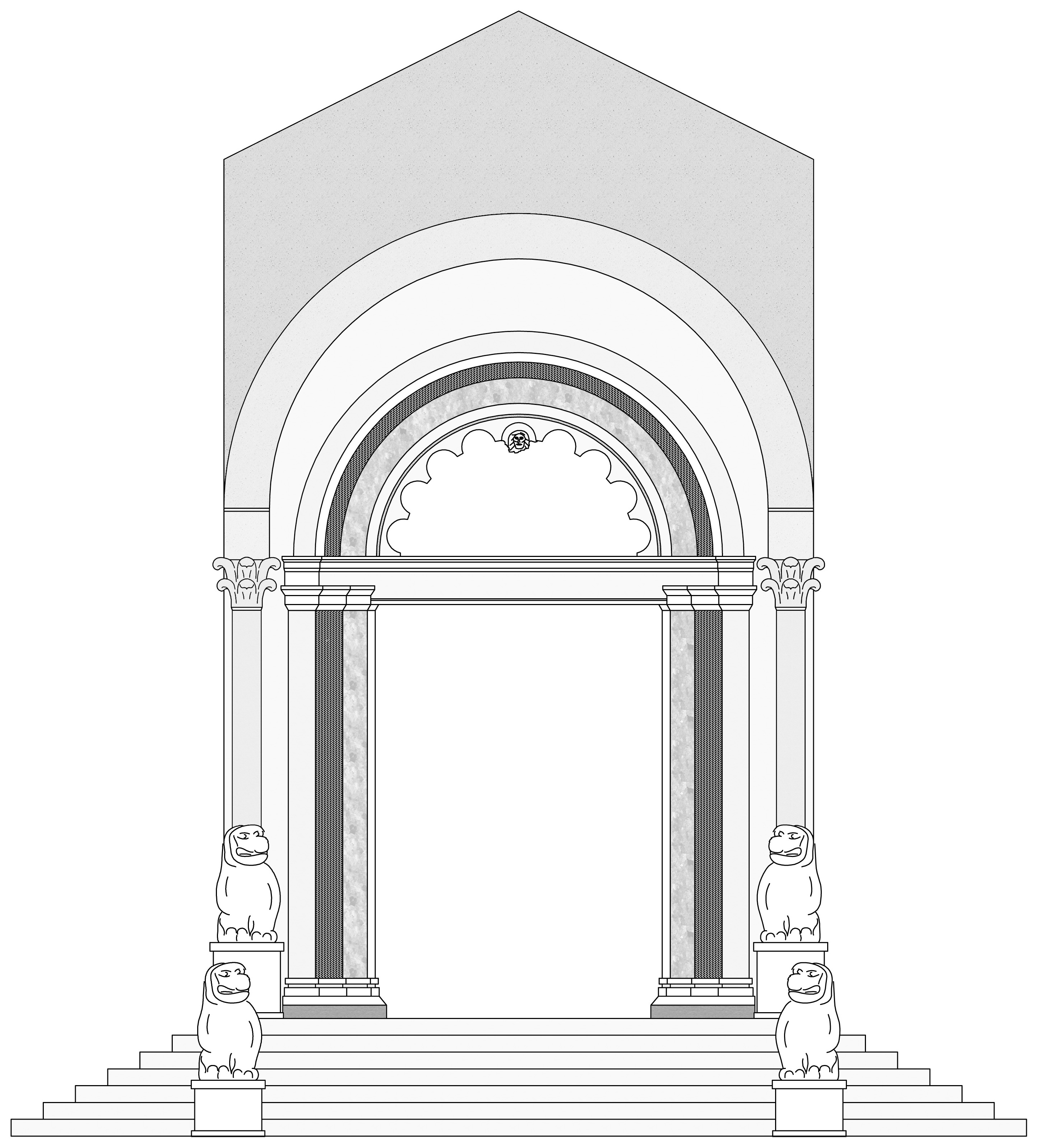
Ricostruzione del portale scolpito nel XII secolo durante la ricostruzione dell'abbazia operata da Gonterius.

Il portale dell'abbazia di Leno era un portale monumentale risalente alla fine del XII secolo, ingresso principale alla chiesa abbaziale di Leno. Dopo la demolizione del monastero alla fine del XVIII secolo, del portale si conservano solamente alcuni frammenti a Brescia e a Leno.

## Storia
Il portale e le opere scultoree connesse vengono realizzati negli ultimissimi anni del XII secolo e posto in opera per l'anno 1200, data riportata nell'iscrizione dedicatoria che faceva da cornice alla lunetta centrale. L'esecuzione dell'opera rientrava nel grande progetto dell'abate Gonterio, che in questi anni stava ricostruendo radicalmente la chiesa abbaziale, demolendo il primitivo edificio fondato da re Desiderio nel 758 e il successivo ampliamento dell'abate Wenzeslao dell'XI secolo per l'erezione di un tempio dalle dimensioni imponenti.
Il portale rimane in loco nei secoli successivi, mentre il cenobio leonense vede lentamente affievolire i suoi poteri in una parabola discendente che lo porterà ad essere definitivamente soppresso dalla Repubblica di Venezia nel 1783, dopo un lungo periodo di decadenza. Gli edifici del monastero, chiesa compresa, vengono abbattuti e utilizzati come cava di materiale per la nuova chiesa parrocchiale: la maggior parte delle opere lapidee viene distrutta, venduta o trasferita altrove e lo stesso portale viene interamente smembrato. Durante il Novecento, nell'ambito degli scavi archeologici nell'area dell'ex abbazia e dei tentativi di ricostruirne la perduta memoria, vengono recuperati e riconosciuti alcuni frammenti dell'opera.
Ciò che rimane del portale è oggi diviso tra la parrocchiale e il municipio di Leno e il museo di Santa Giulia a Brescia.

## I frammenti

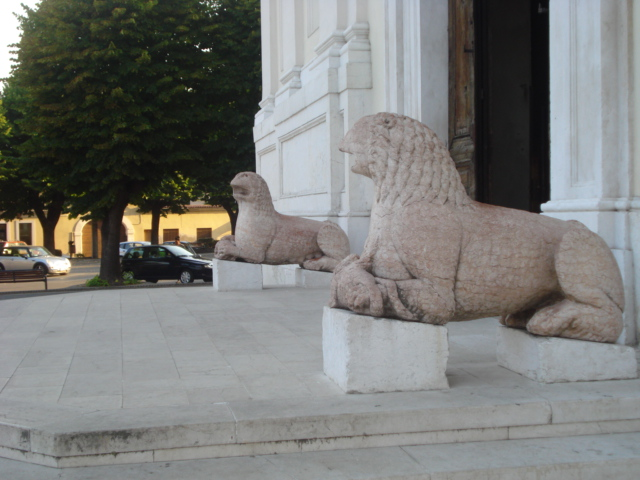
Le due statue leonine sul sagrato della chiesa Parrocchiale di Leno.

I frammenti superstiti del portale consistono in:
- Un leone stiloforo in marmo bianco, conservato nell'atrio del municipio di Leno;
- Due leoni non stilofori in marmo rosso di Verona, posizionati ai fianchi dell'ingresso principale della chiesa parrocchiale di Leno;
- Un frammento di arco polilobato in marmo bianco con testa di Gesù e parte dell'iscrizione dedicatoria al museo di Santa Giulia a Brescia.

## Stile e possibile ricostruzione
L'importanza dei frammenti risiede nel fatto di essere tra i pochissimi giunti fino a noi delle opere lapidee dell'antica abbazia, pertanto i soli sui quali poter effettuare studi e considerazioni sull'arte e sulla storia di questa realtà scomparsa. Oltre a questi, infatti, si contano solamente alcuni frammenti anonimi di varie epoche, conservati sempre a Leno, al museo di Santa Giulia o in collezioni private, e la più integra lunetta con Cristo benedicente tra i santi Vitale e Marziale, anch'essa a Santa Giulia.
Il frammento di lunetta con la testa di Gesù è fra i più rilevanti, soprattutto a causa del brano di iscrizione dedicatoria che ancora conserva lungo la cornice superiore. L'iscrizione, oggi lacunosa, è comunque nota nella sua interezza grazie al fatto di essere stata trascritta prima della demolizione dell'abbazia da Francesco Antonio Zaccaria nel suo Dell'antichissima badia di Leno, edito a Venezia nel 1767. L'iscrizione completa riportava:
(Francesco Antonio Zaccaria, Dell'antichissima badia di Leno, Venezia 1767, p. 35)

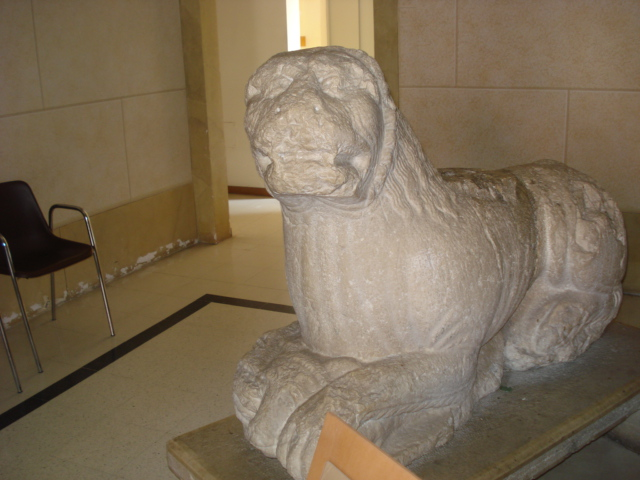
Il leone stiloforo nel salone d'ingresso del municipio di Leno.

Fondamentali sono quindi la presenza dell'anno di esecuzione (MCC, 1200) che permette di datare non solo l'esecuzione del portale, ma dell'intera chiesa abbaziale voluta da Gonterio, e il nome dello stesso, indicato come fautore dell'opera. Il testo della lapide, molto interessante per le varie allusioni che riporta, è impostato su una metrica molto tradizionale per le epigrafi dell'epoca, per l'esattezza in esametri leonini con rime o assonanze tra i due emistichi del verso.
Tali versi, che già alla metà del XII secolo erano definiti in connessione con il leone, risultavano particolarmente adatti per insistere sull'etimologia del nome della località. In sintonia con le caratteristiche dell'epigrafia del tempo di pongono anche le stesse lettere, per le quali prevale una elegante e spaziosa capitale quadrata con apici marcati ed ispessiti. Elementi peculiari restano invece la "N" con il tratto obliquo eseguito in senso inverso, cioè dal basso verso l'alto e l'aspetto grafico generale tra cui, in particolare, la "G" a riccio e la "R" con occhiello superiore lievemente rimpicciolito. La resa finale dell'iscrizione, nel complesso, è decisamente conservativa, soprattutto se viene paragonata con le soluzioni coeve adottate da Benedetto Antelami per le iscrizioni sulle opere lapidee della cattedrale di Parma.
L'autore dell'iscrizione resta di fatto anonimo: tra l'altro, oltre all'insistenza contenutistica sull'etimologia del nome della località, non si colgono particolari allusioni letterarie. Tale continua insistenza sul particolare dei leoni, in particolare nel verso "Forma Leonina signans bis marmora bina allude, molto verosimilmente, a due coppie di leoni marmorei, come già suggeriva Francesco Antonio Zaccaria nella sua ricerca sulle origini del cenobio. Diretto, infatti, è il collegamento con la leggenda, tramandata anche da Jacopo Malvezzi nel suo Chronicon Brixianum, che sarebbe all'origine dell'abbazia voluta da Desiderio, il quale l'avrebbe fondata proprio nel luogo in cui, durante una battuta di caccia, avrebbe avuto un sogno presago della sua futura incoronazione attraverso l'apparizione di un serpente che gli avrebbe cinto il capo. Zaccaria fornisce poi la versione lievemente rimaneggiata alla fine del Cinquecento, secondo la quale Desiderio e il suo servitore, mentre erano alla ricerca del pertugio in cui si era nascosto il serpente, avrebbero trovato tre leoni d'oro.
L'ipotesi ricostruttiva della chiesa abbaziale dell'abate Gonterio, fatta sulla base delle mappe redatte tra XVII e XVIII secolo, lascerebbe intuire una facciata completata da un protiro, le cui colonne erano spesso sorrette da coppie di leoni stilofori, tipologia diffusissima in tutto il nord Italia già dalla fine dell'XI secolo e che perdurerà nel secolo successivo con funzione più trionfale che strutturale. Stando a tutte queste conclusioni, nonché ai raffronti stilistici e tipologici, è possibile dare una ricostruzione sommaria per il portale dell'abbazia di Leno come un portale a protiro retto da due leoni stilofori, dei quali solo uno rimane, e completato da due non stilofori, il tutto connesso, così come insiste l'iscrizione dedicatoria sulla lunetta, all'immagine del leone come esaltazione poetica monumentale e simbolo base della comunità religiosa.
Incolmabile resta invece lo spazio interno della lunetta, che doveva ospitare il resto della figura di Cristo, del quale rimane solamente il capo entro un'aureola raggiata connessa direttamente alla cornice, e almeno altre due figure scultoree. Queste ultime sono identificabili nella Vergine e in san Benedetto grazie alle didascalie incise nello spazio tra gli archetti del frammento di arcata superstite.